# Nekrolog 4. Quartal 1903
Nekrolog
◄◄
| ◄
| 1899
| 1900
| 1901
| 1902
| 1903 | 1904 | 1905 | 1906 | 1907 | ► | ►►
1. Quartal |
2. Quartal |
3. Quartal |
4. Quartal 1903
Weitere Ereignisse | Allgemeiner Nekrolog 1903
Die Beschreibung der verstorbenen Person sollte so kurz wie möglich gehalten sein und nur deren signifikante Tätigkeit(en) enthalten.
Neue Namen ggf. auch unter dem Geburts- und Sterbedatum, also etwa unter 1. Januar und im Geburts- und Sterbejahr (2024) eintragen (nur bei entsprechender großer Wichtigkeit). Für Beispiele siehe die schon vorhandenen Artikel.
Außerdem über die fünf zuletzt Verstorbenen, zu denen es einen ausreichend guten Artikel für eine Präsentation auf der Hauptseite gibt, nach der todesbedingten Überarbeitung der Artikel ggf. auch unter Wikipedia Diskussion:Hauptseite informieren und sie am besten auch in den anderen Wikipedia-Sprachversionen eintragen. Tipp: Regelmäßig bei news.google.de nach „ist tot“, „gestorben“ oder „verstorben“ suchen.
Wenn eine Person gestorben ist, gibt es viele Seiten zu dieser Person in der Wikipedia, die davon auch betroffen sind und entsprechend aktualisiert werden müssen. Beispiele: Namenübersichtsseite, Geburtsjahr, Geburtsort-Seiten und viele mehr.
Wie finde ich die betroffenen Seiten?
Im Suchfeld auf der linken Seite gibt man den Suchbegriff so ein: „Vorname Nachname“. Dann klickt man auf Volltext und alle Seiten mit entsprechendem Suchtext werden aufgerufen. Hier sieht man dann schnell, wo auch das Todesjahr Sinn macht oder sogar ein Teil des Artikels angepasst werden muss. Auch hilft das „Werkzeug“ auf der linken Seite sehr gut, um solche Seiten aufzufinden: „Links auf diese Seite“. Somit ist die Wikipedia wieder aktuell in allen Bereichen! Hinweis: bei Eintragung der Kategorie „Gestorben JAHR“ wird der Missbrauchsfilter 49 ausgelöst, was jedoch nicht schlimm ist. Siehe: Spezial:Missbrauchsfilter/49
Dies ist eine Liste von im vierten Quartal 1903 verstorbenen bekannten Persönlichkeiten. Die Einträge erfolgen innerhalb der einzelnen Daten alphabetisch sortiert. Tiere sind im Nekrolog für Tiere zu finden.

## Oktober
| Tag         | Name                                       | Beruf, bekannt als                                                                              | Alter | Beleg |
| ----------- | ------------------------------------------ | ----------------------------------------------------------------------------------------------- | ----- | ----- |
| 1. Oktober  | Alexander Rollett                          | österreichischer Physiologe und Histologe                                                       | 69    |       |
| 2. Oktober  | Friedrich Lippmann                         | deutscher Kunstwissenschaftler                                                                  | 64    |       |
| 3. Oktober  | Wilhelm Baumgarten                         | deutscher Jurist und Politiker, MdR                                                             | 75    |       |
| 3. Oktober  | Lewis B. Gunckel                           | US-amerikanischer Politiker                                                                     | 76    |       |
| 4. Oktober  | Hermann Cremer                             | deutscher lutherischer Theologe                                                                 | 68    |       |
| 4. Oktober  | Oskar Mothes                               | deutscher Architekt und Kunsthistoriker                                                         | 74    |       |
| 4. Oktober  | Louis-Frédéric de Rutté                    | Schweizer Architekt                                                                             | 74    |       |
| 4. Oktober  | Otto Weininger                             | österreichischer Philosoph                                                                      | 23    |       |
| 6. Oktober  | Wilson S. Bissell                          | US-amerikanischer Politiker                                                                     | 55    |       |
| 6. Oktober  | Ludwig Albert Jaeger                       | deutscher Kaufmann und Politiker (NLP), MdR                                                     | 69    |       |
| 6. Oktober  | Franz Misteli                              | schweizerischer Klassischer Philologe und Sprachwissenschaftler                                 | 62    |       |
| 7. Oktober  | Buatier de Kolta                           | französischer Zauberkünstler                                                                    | 55    |       |
| 7. Oktober  | Rudolf Lipschitz                           | deutscher Mathematiker; Hochschullehrer und Rektor in Bonn                                      | 71    |       |
| 7. Oktober  | Ambroise Villard                           | Schweizer katholischer Geistlicher und Architekt                                                | 62    |       |
| 8. Oktober  | Otto Julius von Tschirschky und Bögendorff | Generaldirektor der Königlich-Sächsischen Staatseisenbahnen                                     | 85    |       |
| 9. Oktober  | Friedrich Arnleitner                       | österreichischer Musikerzieher, Chorleiter, Organist, Komponist und Lehrer                      | 58    |       |
| 9. Oktober  | Godhard Prüssing                           | deutscher Unternehmer der Zementindustrie                                                       | 75    |       |
| 10. Oktober | Wiljalba Frikell                           | deutscher Zauberkünstler                                                                        | 86    |       |
| 10. Oktober | Moritz Hensoldt                            | deutscher Unternehmer und Pionier der Optik                                                     | 81    |       |
| 11. Oktober | Emanuel Basler der Ältere                  | deutscher Bildhauer                                                                             | 77    |       |
| 11. Oktober | Léon Benouville                            | französisch Architekt                                                                           | 43    |       |
| 11. Oktober | Alfred Görnemann                           | deutscher Radrennfahrer                                                                         | 26    |       |
| 11. Oktober | William S. Herndon                         | US-amerikanischer Politiker                                                                     | 67    |       |
| 11. Oktober | Karl Jaenicke                              | deutscher Jurist und Schriftsteller                                                             | 53    |       |
| 11. Oktober | Friedrich Jürgens                          | deutscher Gärtner und Bankdirektor                                                              | 78    |       |
| 11. Oktober | Richard Henry Savage                       | US-amerikanischer Offizier und Schriftsteller                                                   | 57    |       |
| 12. Oktober | Ernst Giese                                | deutscher Architekt und Hochschullehrer                                                         | 71    |       |
| 12. Oktober | Victor Luntz                               | österreichischer Architekt                                                                      | 63    |       |
| 12. Oktober | August Ferdinand Richter                   | deutscher Theologe und Politiker                                                                | 81    |       |
| 13. Oktober | Richard Albert Fellinger                   | deutscher Industrieller                                                                         | 55    |       |
| 13. Oktober | John Joseph Kain                           | römisch-katholischer Erzbischof von St. Louis                                                   | 62    |       |
| 13. Oktober | Georg Küsthardt                            | deutscher Bildhauer                                                                             | 39    |       |
| 13. Oktober | Morgan B. Williams                         | US-amerikanischer Politiker                                                                     | 72    |       |
| 14. Oktober | Henry L. Mitchell                          | US-amerikanischer Jurist und Politiker                                                          | 72    |       |
| 14. Oktober | Anton Moritsch                             | österreichischer Politiker                                                                      | 77    |       |
| 14. Oktober | Ernst-Arved Senft                          | Schweizer evangelischer Geistlicher und Bischof der evangelischen Brüder-Unität                 | 59    |       |
| 14. Oktober | Lambert Sachs                              | deutscher Maler und Fotograf                                                                    | 84    |       |
| 14. Oktober | Peppino Turco                              | italienischer Journalist, Lyriker und Textdichter                                               | 57    |       |
| 15. Oktober | August Sartori                             | deutscher Schiffsmakler, Reeder und Kommunalpolitiker                                           | 66    |       |
| 15. Oktober | Kaspar Schlimbach                          | fränkischer Orgelbauer des Biedermeier                                                          | 83    |       |
| 15. Oktober | Jakob Wichner                              | österreichischer Benediktiner, Historiker und Schriftsteller                                    | 78    |       |
| 16. Oktober | Mychajlo Kossatsch                         | ukrainischer Physiker                                                                           | 34    |       |
| 17. Oktober | Emil Victor von Sperber                    | deutscher Rittergutsbesitzer und Politiker, MdR                                                 | 55    |       |
| 18. Oktober | Peter Baumgras                             | deutsch-US-amerikanischer Maler                                                                 | 76    |       |
| 18. Oktober | Wilhelm Dietrich von Gemmingen             | preußischer General der Kavallerie                                                              | 76    |       |
| 18. Oktober | John Callcott Horsley                      | britischer Maler                                                                                | 86    |       |
| 20. Oktober | Alexander Manning                          | kanadischer Unternehmer, Politiker und 20. Bürgermeister von Toronto                            | 84    |       |
| 20. Oktober | Otto Nasse                                 | deutscher Mediziner                                                                             | 64    |       |
| 20. Oktober | Paul Pickenpack                            | deutscher Kaufmann und Konsul                                                                   | 69    |       |
| 21. Oktober | Philipp Haas                               | Landtagsabgeordneter Großherzogtum Hessen                                                       | 49    |       |
| 21. Oktober | Jimmaku Kyūgorō                            | japanischer Sumōringer und der zwölfte Yokozuna                                                 | 74    |       |
| 21. Oktober | Ulrich Köhler                              | deutscher Althistoriker und Epigraphiker                                                        | 64    |       |
| 22. Oktober | Ernst Kuhn                                 | deutscher Ingenieur und Unternehmer sowie Vorsitzender des Vereins Deutscher Ingenieure (VDI)   | 49    |       |
| 22. Oktober | William Edward Hartpole Lecky              | irischer Historiker                                                                             | 65    |       |
| 22. Oktober | Heinrich Mitsch                            | österreichischer Unternehmer                                                                    | 77    |       |
| 22. Oktober | Johannes Mooyer                            | deutscher Konsul                                                                                | 73    |       |
| 22. Oktober | Hans von Nathusius                         | preußischer Landstallmeister                                                                    | 62    |       |
| 22. Oktober | Maximilian Senfft von Pilsach              | preußischer Landrat                                                                             | 75    |       |
| 22. Oktober | Josef Winkler                              | österreichischer evangelisch-lutherischer Theologe                                              | 77    |       |
| 23. Oktober | David Rull N. Blackburn                    | US-amerikanischer Offizier, Jurist und Politiker                                                | 58    |       |
| 23. Oktober | Eduard Decarli                             | deutscher Opernsänger (Bass) und Schauspieler                                                   | 57    |       |
| 23. Oktober | Julius Heinrich von Gemmingen-Steinegg     | preußischer General der Infanterie, Präsident des Reichsmilitärgerichts                         | 60    |       |
| 23. Oktober | Anton Hubert Horten                        | deutscher Reichsgerichtsrat                                                                     | 65    |       |
| 23. Oktober | Gustav von Moser                           | deutscher Schriftsteller                                                                        | 78    |       |
| 23. Oktober | August Nagel                               | deutscher Geodät und Hochschullehrer                                                            | 82    |       |
| 23. Oktober | Charles T. Saxton                          | US-amerikanischer Rechtsanwalt, Richter und Politiker                                           | 57    |       |
| 23. Oktober | Josef Urbanski                             | österreichischer Ingenieur                                                                      | 57    |       |
| 23. Oktober | Robert William Wilcox                      | US-amerikanischer Politiker                                                                     | 48    |       |
| 24. Oktober | Samson Fox                                 | britischer Ingenieur, Industrieller und Philanthrop                                             | 65    |       |
| 24. Oktober | Carl Adolf Schmidt                         | deutscher Rechtswissenschaftler                                                                 | 87    |       |
| 25. Oktober | Jelisaweta Schaschina                      | russische Pianistin und Komponistin                                                             | 98    |       |
| 26. Oktober | Victorin de Joncières                      | französischer Komponist und Musikkritiker                                                       | 64    |       |
| 26. Oktober | Herbert Oakeley                            | britischer Organist und Komponist                                                               | 73    |       |
| 26. Oktober | Maurice Rollinat                           | französischer Dichter                                                                           | 56    |       |
| 26. Oktober | Thomas J. Van Alstyne                      | US-amerikanischer Politiker                                                                     | 76    |       |
| 27. Oktober | Albert Florschütz                          | deutscher evangelischer Pfarrer und Autor                                                       | 84    |       |
| 27. Oktober | Simon Lessing                              | deutscher Unternehmer                                                                           | 59    |       |
| 27. Oktober | Erika Nissen                               | norwegische Pianistin                                                                           | 58    |       |
| 28. Oktober | William Chaumet                            | französischer Komponist                                                                         | 61    |       |
| 28. Oktober | Robert Göldlin von Tiefenau                | Oberinstruktor der eidgenössischen Sanitätstruppen                                              | 71    |       |
| 28. Oktober | John E. Russell                            | US-amerikanischer Politiker                                                                     | 69    |       |
| 28. Oktober | Peter Turney                               | US-amerikanischer Politiker; 29. Gouverneur von Tennessee                                       | 76    |       |
| 29. Oktober | Karl von Braun                             | deutscher Reichsgerichtsrat                                                                     | 71    |       |
| 30. Oktober | Ozaki Kōyō                                 | japanischer Schriftsteller                                                                      | 35    |       |
| 30. Oktober | Louis Moutier                              | französischer Autor provenzalischer Sprache, Romanist, Grammatiker, Lexikograf und Dialektologe | 72    |       |

## November
| Tag          | Name                                | Beruf, bekannt als                                                            | Alter | Beleg |
| ------------ | ----------------------------------- | ----------------------------------------------------------------------------- | ----- | ----- |
| 1. November  | Theodor Mommsen                     | deutscher Historiker und Altertumswissenschaftler                             | 85    |       |
| 2. November  | John Richard Barret                 | US-amerikanischer Politiker                                                   | 78    |       |
| 3. November  | Benjamin T. Frederick               | US-amerikanischer Politiker                                                   | 69    |       |
| 3. November  | Eliza Hendricks                     | Second Lady der Vereinigten Staaten                                           | 79    |       |
| 3. November  | Fritz Hönig                         | Kölner Fabrikant, Erfinder, Mundartforscher, Autor, Karnevalist               | 70    |       |
| 3. November  | Kirjak Zankow                       | bulgarischer Revolutionär und liberaler Politiker                             |       |       |
| 4. November  | Franz Hofmann                       | deutscher Unternehmer und Politiker (SPD), MdR, MdL (Königreich Sachsen)      | 51    |       |
| 4. November  | Bernhard Hugo Lentz                 | Wasserbauinspektor                                                            | 74    |       |
| 5. November  | Oskar von Alvensleben               | deutscher Landschaftsmaler                                                    | 72    |       |
| 5. November  | Heinrich Brück                      | Bischof von Mainz                                                             | 72    |       |
| 5. November  | Heinrich Salomon                    | deutscher Opernsänger                                                         | 78    |       |
| 6. November  | Rudolf Herzog                       | deutscher Ingenieur                                                           | 66    |       |
| 6. November  | Ludwig Passini                      | österreichischer Maler                                                        | 71    |       |
| 8. November  | Wassili Wassiljewitsch Dokutschajew | russischer Bodenkundler                                                       | 57    |       |
| 8. November  | Louis-François-Rodrigue Masson      | kanadischer Politiker, Vizegouverneur von Québec                              | 70    |       |
| 9. November  | Montagu Corry                       | britischer Politiker und Peer                                                 | 65    |       |
| 9. November  | Samuel Spier                        | Kämpfer für Demokratie und soziale Gerechtigkeit                              | 65    |       |
| 9. November  | Andrew Stewart junior               | US-amerikanischer Politiker                                                   | 67    |       |
| 11. November | Johann Georg Goldschmidt            | königlich preußischer Musikdirektor und Leutnant                              | 80    |       |
| 12. November | Fridolin von Freythall              | österreichischer Heimatdichter der Niederen Tauern                            | 71    |       |
| 12. November | Friedrich Goll                      | Schweizer Arzt und Neuroanatom                                                | 74    |       |
| 12. November | Richard Schmidt-Cabanis             | deutscher Schauspieler und Schriftsteller                                     | 65    |       |
| 13. November | Yrjö Koskinen                       | finnisch-schwedischer Historiker und Staatsmann                               | 72    |       |
| 13. November | Camille Pissarro                    | Maler des Impressionismus und Wegbereiter des Neoimpressionismus              | 73    |       |
| 13. November | Wilhelm von Polenz                  | deutscher Heimatdichter                                                       | 42    |       |
| 14. November | Émile Legrand                       | französischer Byzantinist und Neogräzist                                      |       |       |
| 15. November | Wilhelm Peters                      | deutscher Maler                                                               |       |       |
| 15. November | Ida Schuselka-Brüning               | deutsche Sängerin, Schauspielerin, Theaterdirektorin und Übersetzerin         | 86    |       |
| 15. November | Joseph d’Ursel                      | belgischer Politiker und Senatspräsident                                      | 55    |       |
| 16. November | Shirley Waldemar Baker              | methodistischer Missionar und Premierminister von Tonga                       | 67    |       |
| 16. November | Elisabeth von Hessen-Darmstadt      | deutsche Adelige                                                              | 8     |       |
| 16. November | Georg J. Engelmann                  | deutsch-US-amerikanischer Arzt und Fachbuchautor                              | 56    |       |
| 16. November | Camillo Sitte                       | österreichischer Architekt und Städteplaner                                   | 60    |       |
| 16. November | Hermann Wächter                     | Pfarrer, Landtagspräsident in Schwarzburg-Rudolstadt                          | 87    |       |
| 18. November | Kaspar Bausewein                    | langjähriger Basssänger an der Münchner Hofoper                               | 65    |       |
| 18. November | Heinrich Bertram                    | deutscher Opernsänger                                                         |       |       |
| 18. November | John Alexander Magee                | US-amerikanischer Politiker                                                   | 76    |       |
| 18. November | Samuel F. Phillips                  | US-amerikanischer Jurist, Bürgerrechtler, Politiker und Solicitor General     | 79    |       |
| 18. November | Victor von Schwerin                 | pommerscher Rittergutsbesitzer, preußischer Politiker                         | 88    |       |
| 18. November | James Beverley Sener                | US-amerikanischer Politiker                                                   | 66    |       |
| 19. November | Henry Carrington Bolton             | US-amerikanischer Chemiker                                                    | 60    |       |
| 19. November | Josef Bruckmaier                    | deutscher Landwirt und Politiker (BBB), MdR                                   | 54    |       |
| 19. November | Wilhelm Butz                        | Fabrikant                                                                     | 67    |       |
| 19. November | Wilhelm Hein                        | österreichischer Sprachforscher, Volkskundler, Orientalist und Ethnograph     | 42    |       |
| 19. November | Georg Langerfeldt                   | deutscher Jurist und Politiker (FVg), MdR                                     | 57    |       |
| 20. November | Georg Borgfeldt                     | deutsch-amerikanischer Kaufmann und Firmengründer                             | 70    |       |
| 20. November | Gaston de Chasseloup-Laubat         | französischer Automobilrennfahrer                                             | 37    |       |
| 20. November | Francis M. Drake                    | US-amerikanischer Politiker                                                   | 72    |       |
| 20. November | Tom Horn                            | US-amerikanischer Revolvermann                                                | 42    |       |
| 21. November | Julian Marshall                     | englischer Tennisspieler                                                      | 67    |       |
| 22. November | Theodor Gaedertz                    | Jurist und Kunstschriftsteller                                                | 87    |       |
| 22. November | Alexander von Mengden               | russischer Diplomat und Staatsrat                                             | 84    |       |
| 22. November | George Hume Steuart                 | Brigadegeneral in der Armee der Konföderierten Staaten von Amerika            | 75    |       |
| 23. November | Harriet Hubbard Ayer                | US-amerikanische Kosmetikunternehmerin                                        | 54    |       |
| 23. November | Johann Georg von Steidle            | Jurist und Erster Bürgermeister der Stadt Würzburg (1884–1899)                | 75    |       |
| 24. November | Johann Baptist von Anzer            | deutscher Ordensgeistlicher und Missionar, Bischof der deutschen Chinamission | 52    |       |
| 24. November | Gustav Hertel                       | deutscher Historiker                                                          | 55    |       |
| 24. November | Angelo Maffucci                     | italienischer Pathologe                                                       | 56    |       |
| 24. November | Wilhelm Pickenbach                  | deutscher Kaufmann und Politiker, MdR                                         | 53    |       |
| 24. November | Josef Sittard                       | deutscher Musikpädagoge und -wissenschaftler                                  | 57    |       |
| 24. November | Jonathan S. Willis                  | US-amerikanischer Politiker                                                   | 73    |       |
| 25. November | Sabino Arana Goiri                  | baskischer Schriftsteller und Politiker                                       | 38    |       |
| 25. November | Theodor Graf                        | österreichischer Teppich- und Kunsthändler                                    | 63    |       |
| 26. November | Madatya Karakaschian                | armenischer Sprachwissenschaftler und Publizist                               | 85    |       |
| 26. November | Adrien Proust                       | französischer Arzt                                                            | 69    |       |
| 27. November | Esreff H. Banks                     | US-amerikanischer Politiker                                                   | 82    |       |
| 27. November | Heinrich von Brockhausen            | deutscher Verwaltungsbeamter und Rittergutsbesitzer                           | 63    |       |
| 27. November | Josef von Glebocki                  | deutscher Gutsbesitzer und Politiker, MdR                                     | 47    |       |
| 27. November | Anton Heinrich Emil von Oven        | deutscher Jurist und Politiker                                                | 86    |       |
| 27. November | Jegor Jegorowitsch Wagner           | russischer Chemiker                                                           | 53    |       |
| 28. November | Guido von Kessel                    | deutscher Jurist, Rittergutsbesitzer und Politiker, MdR                       | 70    |       |
| 28. November | Jules Levy                          | US-amerikanischer Komponist und Kornettist                                    | 65    |       |
| 28. November | Olof von Lindequist                 | preußischer Generalmajor                                                      | 59    |       |
| 28. November | Ottmar Schmidt                      | deutscher Apotheker und Professor                                             | 68    |       |
| 29. November | David B. Brunner                    | US-amerikanischer Politiker                                                   | 68    |       |
| 30. November | Johann Rauchenecker                 | deutscher Brauereibesitzer und Politiker (Zentrum), MdR                       | 49    |       |

## Dezember
| Tag          | Name                                       | Beruf, bekannt als                                                                                         | Alter | Beleg |
| ------------ | ------------------------------------------ | --- | ----- | ----- |
| 1. Dezember  | Wilhelm Conrady                            | deutscher Archäologe                                                                                       | 74    |       |
| 1. Dezember  | Frederick Augustus Klein                   | Missionar der anglikanischen Church Mission Society                                                        |       |       |
| 1. Dezember  | Emanuel von Ringhoffer I.                  | böhmischer Großindustrieller und Großgrundbesitzer                                                         | 79    |       |
| 1. Dezember  | Elihu S. Williams                          | US-amerikanischer Politiker                                                                                | 68    |       |
| 2. Dezember  | Otto von Aufseß                            | deutscher Politiker, MdR                                                                                   | 78    |       |
| 2. Dezember  | Albert Ewald                               | deutscher Forstwissenschaftler und Historiker                                                              | 71    |       |
| 2. Dezember  | August Huyssen                             | preußischer Bergbeamter                                                                                    | 79    |       |
| 2. Dezember  | Alexander von Wahl                         | baltisch-deutscher Bildhauer und Maler                                                                     | 63    |       |
| 3. Dezember  | Albrecht von Arnim                         | preußischer Gutsbesitzer und Politiker                                                                     | 62    |       |
| 3. Dezember  | Lotte Hegewisch                            | deutsche Schriftstellerin                                                                                  | 81    |       |
| 4. Dezember  | Ambrosio Rianzares Bautista                | philippinischer Rechtsanwalt                                                                               | 72    |       |
| 4. Dezember  | Balduin von Schele                         | deutscher Rittergutsbesitzer und Politiker (DHP), MdR                                                      | 67    |       |
| 4. Dezember  | William McKendree Springer                 | US-amerikanischer Politiker                                                                                | 67    |       |
| 5. Dezember  | Robert Beyschlag                           | deutscher Maler                                                                                            | 65    |       |
| 5. Dezember  | Henry Burk                                 | US-amerikanischer Politiker                                                                                | 53    |       |
| 5. Dezember  | Carl Heinrich Gläser                       | deutscher Karosseriebauer für Automobile und Kutschen                                                      | 72    |       |
| 6. Dezember  | Frederic Grant Gleason                     | US-amerikanischer Komponist, Musikpädagoge und -kritiker                                                   | 54    |       |
| 6. Dezember  | Albert von Pommer Esche                    | preußischer Beamter und Oberpräsident der Provinz Sachsen                                                  | 66    |       |
| 7. Dezember  | Friedrich August Theodor Dietrich          | deutscher Bildhauer                                                                                        | 86    |       |
| 7. Dezember  | Hieronymus Fäßler                          | bedeutender Unternehmer und technischer Pionier bei der Konstruktion von Mähmaschinen und Untergrundbahnen | 80    |       |
| 7. Dezember  | Julius Otto Grimm                          | deutscher Komponist und Dirigent                                                                           | 76    |       |
| 7. Dezember  | Arthur Milchhoefer                         | deutscher Klassischer Archäologe                                                                           | 51    |       |
| 8. Dezember  | Lambert von Fisenne                        | deutscher Architekt und Autor                                                                              | 51    |       |
| 8. Dezember  | Karl Fuchs                                 | deutscher evangelischer Theologe und Generalsuperintendent                                                 | 76    |       |
| 8. Dezember  | Gavriil Musicescu                          | rumänischer Komponist                                                                                      | 56    |       |
| 8. Dezember  | Herbert Spencer                            | englischer Philosoph und Soziologe                                                                         | 83    |       |
| 9. Dezember  | Camille du Locle                           | französischer Librettist                                                                                   | 71    |       |
| 9. Dezember  | Adolph von Hansemann                       | deutscher Bankier und Unternehmer                                                                          | 77    |       |
| 9. Dezember  | Sebastián Herrero Espinosa de los Monteros | katholischer Theologe und Kardinal                                                                         | 81    |       |
| 11. Dezember | Martin Hattala                             | slowakischer Slawist                                                                                       | 82    |       |
| 11. Dezember | Johann Albert Lüthi                        | Schweizer Glasmaler                                                                                        | 45    |       |
| 11. Dezember | Heinrich Tønnies                           | dänischer Fotograf                                                                                         | 78    |       |
| 11. Dezember | Carl Hubert von Wendt                      | deutscher Gutsbesitzer und Politiker (Zentrum), MdR                                                        | 71    |       |
| 12. Dezember | August Wilhelm Grube                       | deutscher Theaterschauspieler und -intendant                                                               | 58    |       |
| 12. Dezember | Max von Guaita                             | Kaufmann und Politiker                                                                                     | 61    |       |
| 12. Dezember | Salomon Loeb                               | US-amerikanischer Bankier und Philanthrop                                                                  | 75    |       |
| 12. Dezember | Waldemar von Puttkamer-Kolziglow           | deutscher Rittergutsbesitzer und Politiker, MdR                                                            | 68    |       |
| 12. Dezember | Francis Peabody Sharp                      | kanadischer Unternehmer, Obstzüchter, Baumschulbesitzer                                                    | 80    |       |
| 13. Dezember | Denis Mary Bradley                         | irisch-US-amerikanischer Geistlicher, Bischof von Manchester                                               | 57    |       |
| 13. Dezember | Alexander McDonald                         | US-amerikanischer Politiker                                                                                | 71    |       |
| 14. Dezember | Dimitar Brakalow                           | bulgarischer Industrieller und Politiker                                                                   | 63    |       |
| 15. Dezember | Maximilian Albert                          | Lyoner Missionar, Apostolischer Präfekt und Apostolischer Vikar der Goldküste, in Ghana                    | 37    |       |
| 15. Dezember | Wilhelm Kubel                              | deutscher Apotheker                                                                                        | 71    |       |
| 16. Dezember | Jean Dufour                                | Schweizer Naturwissenschaftler und Professor an der Universität Lausanne                                   | 43    |       |
| 16. Dezember | Paul d’Ivry                                | französischer Komponist                                                                                    | 74    |       |
| 16. Dezember | Ochiai Naobumi                             | japanischer Lyriker und Literaturwissenschaftler                                                           | 41    |       |
| 17. Dezember | Berchtold Haller                           | Schweizer Privatgelehrter und Alpinist                                                                     | 66    |       |
| 17. Dezember | Adolph Hermiersch                          | deutscher Pfarrer                                                                                          | 76    |       |
| 17. Dezember | Leopold Koenig                             | deutscher Unternehmer                                                                                      | 82    |       |
| 17. Dezember | Georg Meyndt                               | siebenbürgischer Notar und Liederdichter                                                                   | 51    |       |
| 17. Dezember | Gustav von Tungeln                         | deutscher Gutspächter und Politiker, MdR                                                                   | 68    |       |
| 18. Dezember | Oskar von Arnim-Kröchlendorff              | preußischer Landrat und Politiker, MdR                                                                     | 90    |       |
| 18. Dezember | Robert Etheridge                           | britischer Geologe und Paläontologe                                                                        | 84    |       |
| 18. Dezember | Ferdinand Kittel                           | deutscher Missionar und Sprachwissenschaftler                                                              | 71    |       |
| 18. Dezember | Stephen Thomas                             | US-amerikanischer Politiker, Offizier im Sezessionskrieg, Geschäftsmann und Vizegouverneur                 | 94    |       |
| 19. Dezember | Georg Dreyer                               | deutscher Färber, Unternehmer und Bürgervorsteher                                                          | 56    |       |
| 19. Dezember | Ernst Köhler                               | sächsischer Lehrer und Volkskundler                                                                        | 74    |       |
| 19. Dezember | Heinrich Lienhard                          | Schweizer Auswanderer                                                                                      | 81    |       |
| 19. Dezember | August Stein                               | deutscher Unternehmer                                                                                      | 61    |       |
| 19. Dezember | Robert Jarvis Cochran Walker               | US-amerikanischer Politiker                                                                                | 65    |       |
| 20. Dezember | Kornél Ábrányi                             | ungarischer Pianist, Schriftsteller, Musiktheoretiker und Komponist                                        | 81    |       |
| 21. Dezember | Karl Freisleben                            | deutscher Rechtsanwalt und Politiker (Demokratische Volkspartei)                                           | 84    |       |
| 22. Dezember | John G. Campbell                           | US-amerikanischer Politiker                                                                                | 76    |       |
| 22. Dezember | Paul-Agricole Génin                        | französischer Flötist und Komponist                                                                        | 71    |       |
| 22. Dezember | Otto Hartwig                               | deutscher Bibliothekar und Historiker                                                                      | 73    |       |
| 22. Dezember | Gustav Schlüter                            | preußischer Generalleutnant                                                                                | 66    |       |
| 23. Dezember | Middleton Barrow                           | US-amerikanischer Politiker                                                                                | 64    |       |
| 23. Dezember | Leopoldine von Baden                       | Prinzessin von Baden, durch Heirat Fürstin zu Hohenlohe-Langenburg                                         | 66    |       |
| 23. Dezember | Sophus Ruge                                | deutscher Geograph                                                                                         | 72    |       |
| 24. Dezember | Carl Edvard Ekman                          | schwedischer Eisenbahnbaumeister und Industrieller                                                         | 77    |       |
| 24. Dezember | Edmund Hess                                | deutscher Mathematiker                                                                                     | 60    |       |
| 24. Dezember | Ferdinand Perels                           | deutscher Militärjurist und Seerechtler                                                                    | 67    |       |
| 25. Dezember | Albert Schäffle                            | deutscher Volkswirt und Soziologe                                                                          | 72    |       |
| 26. Dezember | Eduard von Nitsche                         | preußischer Generalleutnant                                                                                | 78    |       |
| 26. Dezember | Theodor Souchay                            | deutscher Landwirt und Lyriker                                                                             | 69    |       |
| 26. Dezember | Max von Wilmersdörffer                     | deutscher Bankier, Diplomat und Münzsammler                                                                | 79    |       |
| 26. Dezember | Giuseppe Zanardelli                        | italienischer Jurist und Staatsmann                                                                        | 77    |       |
| 27. Dezember | Erich Frantz                               | deutscher Theologe                                                                                         | 61    |       |
| 27. Dezember | Carl Gebhard                               | deutscher Gynäkologe                                                                                       | 42    |       |
| 28. Dezember | Nikolai Fjodorowitsch Fjodorow             | russischer Philosoph                                                                                       | 74    |       |
| 28. Dezember | George Robert Gissing                      | englischer Schriftsteller                                                                                  | 46    |       |
| 28. Dezember | Josef Latour                               | österreichischer General, Erzieher Erzherzogs Rudolf                                                       | 83    |       |
| 29. Dezember | Bernhard Heising                           | deutscher Bildhauer                                                                                        | 38    |       |
| 29. Dezember | Thomas Bramwell Welch                      | britisch-amerikanischer methodistischer Minister und Zahnarzt                                              | 77    |       |
| 30. Dezember | Alfred Meyer                               | bayerischer Oberst                                                                                         | 55    |       |
| 30. Dezember | Adele Rautenstrauch                        | deutsche Mäzenatin und Stifterin                                                                           | 53    |       |
| 31. Dezember | Anton Philipp Largiadèr                    | Schweizer Pädagoge                                                                                         | 72    |       |
| 31. Dezember | Georg von Liebig                           | deutscher Mediziner und Klimatologe                                                                        | 76    |       |
| 31. Dezember | Robert Varnhagen                           | deutscher Jurist und Politiker                                                                             | 85    |       |